# 詹姆斯·艾士比
詹姆斯·艾士比（James Espey，1984年1月23日—），是一名出生於北愛爾蘭班戈的帆船運動員。身高182公分，體重79公斤。

## 參賽紀錄
| 年份 | 賽事           | 主辦城市 | 名次   | 項目           |
| ---- | -------------- | -------- | ------ | -------------- |
| 2012 | 奧林匹克運動會 | 倫敦     | 第36名 | 單人小艇雷射型 |

## 外部連結
- 詹姆斯·艾士比的Facebook專頁
- 詹姆斯·艾士比的X（前Twitter）
- James Espey （页面存档备份，存于） - ISAF